# McLeod-Gletscher (Viktorialand)
Der McLeod-Gletscher ist ein Gletscher im Norden des ostantarktischen Viktorialands. Er fließt aus den Wilson Hills zwischen den Gebirgskämmen Stanwix Ridge und Arthurson Ridge zur Davies Bay an der Oates-Küste.
Australische Kartografen kartierten den Gletscher anhand von Luftaufnahmen der US-amerikanischen Operation Highjump (1946–1947). Das Antarctic Names Committee of Australia (ANCA) benannte ihn nach dem australischen Geologen Ian Roderick McLeod (* 1931), Leiter der luftunterstützten Mannschaft, die im Rahmen der Australian National Antarctic Research Expeditions im Jahr 1961 das Gebiet um den Gletscher erkundete.